# Elsa Recillas
Elsa Recillas Pishmish (también publicada como Elsa Recillas-Cruz) es una astrónoma mexicana cuya investigación involucra la fotometría de galaxias y sus estrellas más brillantes, y de nebulosas de emisión. Se desempeña como profesora e investigadora en el Instituto Nacional de Astrofísica, Óptica y Electrónica de México.

## Biografía
Proviene de una familia astronómica y matemática; su madre, Paris Pişmiş, fue una destacada astrónoma armenio-mexicana, y su padre, Félix Recillas Juárez, fue un matemático. Estudió física en la Universidad Nacional Autónoma de México (UNAM), donde se graduó en 1968, y luego obtuvo una maestría en astronomía en la Universidad de Sussex en Inglaterra en 1971. Regresó a la UNAM para obtener una segunda maestría en física en 1983 y un doctorado en 1988.
Es coautora, junto a su hija Irene Cruz-González de un libro sobre Galileo, El hombre de la torre inclinada: Galileo Galilei (1ª ed., Gatopardo, 1985).
Es miembro de la Academia Mexicana de Ciencias.

### Vida personal
Su hermano Sevín Recillas Pishmish también se convirtió en matemático. Se casó con el astrónomo Carlos Cruz-González, y su hija Irene Cruz-González también se convirtió en astrónoma.